# Jacinda Ardernová
Jacinda Kate Laurell Ardernová, nepřechýleně Ardern (* 26. července 1980 Hamilton, Nový Zéland) byla od října 2017 do ledna 2023 premiérkou Nového Zélandu. Narodila se v Hamiltonu a vyrůstala v Morrinsville a Murupara. V 17 letech vstoupila do Novozélandské labouristické strany. Po absolvování University ve Waikato roku 2001 pracovala jako výzkumná pracovnice v kanceláři premiérky Helen Clarkové. Později pracovala v Londýně jako poradkyně na úřadu vlády v době, kdy byl premiérem Tony Blair. V roce 2008 se stala předsedkyní Mezinárodního svazu socialistické mládeže. V parlamentních volbách v roce 2008, kdy labouristé po devíti letech ztratili moc, byla poprvé zvolena poslankyní. Později byla v doplňovacích volbách v roce 2017 zvolena poslankyní za volební obvod Mount Albert.
Po rezignaci Annette Kingové byla Ardernová 1. března 2017 jednomyslně zvolena místopředsedkyní Labouristické strany. O pět měsíců později odstoupil před volbami po historicky nejhorším výsledku průzkumů veřejného mínění předseda labouristů Andrew Little a Ardernová byla zvolena na jeho místo do čela strany. Podpora labouristů po jejím zvolení rapidně vzrostla a v parlamentních volbách v roce 2017 skončili labouristé na druhém místě za Národní stranou a zvýšili své zastoupení v parlamentu na 46 křesel, což byl pro stranu nejlepší výsledek od ztráty moci v roce 2008. Po koaličních vyjednáváních se strana New Zealand First rozhodla vstoupit do menšinové koaliční vlády s labouristy, podporovanými Stranou zelených, s Ardernovou jako premiérkou. Funkce se ujala v 37 letech, a ke dni jmenování 26. října 2017 se stala nejmladší ženou na světě v čele vlády. 21. června 2018 porodila dceru a stala se po Bénazír Bhuttové druhou zvolenou hlavou vlády na světě, které se narodilo dítě během výkonu funkce.
Ardernová se označuje za sociální demokratku a pokrokovou političku. Šestá labouristická vláda na Novém Zélandu se potýkala s problémy jako bytová krize, dětská chudoba a sociální nerovnosti. V březnu 2019, po střelbě v mešitě v Christchurchi, Ardernová reagovala rychlým zavedením přísných zákonů o zbraních a získala za to široké uznání. V průběhu roku 2020 vedla postup Nového Zélandu proti pandemii covidu-19, za což si rovněž vysloužila uznání, protože Nový Zéland byl jednou z mála západních zemí, kterým se podařilo virus úspěšně potlačit. Odhaduje se, že opatření její vlády zachránila až 80 000 životů. Do parlamentních voleb v říjnu 2020 posunula Ardernová Labouristickou stranu více do středu politického spektra a slíbila snížit výdaje během období covidové recese. Labouristickou stranu dovedla k drtivému vítězství a získala celkovou většinu 65 křesel v parlamentu, což bylo od zavedení systému poměrného zastoupení v roce 1996 poprvé, kdy vznikla většinová vláda.
Rezignaci na pozici předsedkyně strany a premiérky oznámila 19. ledna 2023. Po zvolení Chrise Hipkinse jejím nástupcem rezignovala 22. ledna na funkci předsedkyně Labouristické strany a 25. ledna podala demisi na funkci předsedkyně vlády.

## Dětství a mládí
Ardernová se narodila 26. července 1980 v Hamiltonu na Novém Zélandu. Vyrůstala ve městech Morrinsville a Murupara, kde její otec Ross Ardern pracoval jako policista a matka Laurell Ardernová (rozená Bottomleyová) jako asistentka ve školní jídelně. Studovala na Morrinsville College, kde byla zástupkyní studentů ve správní radě školy. Ještě během studia si našla první zaměstnání, pracovala v místním občerstvení se smaženými rybami.
V 17 letech vstoupila do Labouristické strany. V parlamentních volbách v roce 1999 pomáhala své tetě Marii, dlouholeté člence Labouristické strany, s kampaní za znovuzvolení poslance za New Plymouth Harryho Duynhovena.
Ardernová je absolventkou University of Waikato, kde v roce 2001 získala bakalářský titul v oboru komunikace, politika a vztahy s veřejností, což je tříletý specializovaný obor. V roce 2001 absolvovala semestrální pobyt na Arizonské státní univerzitě v USA. Po ukončení studia pracovala nějaký čas v kanceláři Phila Goffa a Helen Clarkové jako výzkumná pracovnice. Poté pracovala jako dobrovolnice v New Yorku a podílela se na kampani za práva pracujících. V roce 2006 se přestěhovala do Londýna, kde se stala vedoucí politickou poradkyní v 80členném politickém oddělení Úřadu vlády Spojeného království pod vedením premiéra Tonyho Blaira. Pomáhala také na britském ministerstvu vnitra s revizí policejní práce v Anglii a Walesu.

## Začátek politické kariéry

### Předsedkyně Mezinárodního svazu socialistické mládeže
Ve 27 letech byla Ardernová na světovém kongresu v Dominikánské republice roku 2008 zvolena předsedkyní Mezinárodního svazu socialistické mládeže (IUSY) na dvouleté funkční období do roku 2010. Během výkonu své funkce navštívila řadu zemí, např. Jordánsko, Izrael, Alžírsko a Čínu. V polovině svého prezidentského období se stala poslankyní za Labouristickou stranu. Obě funkce pak vykonávala ještě dalších 15 měsíců.

### Poslankyně
Před volbami v roce 2008 byla Ardernová na 20. místě na stranické kandidátce labouristů. Pro někoho, kdo ještě nebyl řadovým poslancem, to bylo velmi vysoké umístění a prakticky jí to zajišťovalo křeslo v parlamentu. Vrátila se proto z Londýna, aby se naplno věnovala volební kampani. Kandidovala také za labouristy ve volebním obvodu Waikato. V hlasování ve volebním obvodu neuspěla, ale vysoké umístění na stranické kandidátce jí umožnilo vstoupit do parlamentu jako poslankyně z kandidátní listiny. Po zvolení se stala nejmladší úřadující poslankyní v parlamentu a zůstala nejmladší poslankyní až do zvolení Garetha Hughese v roce 2010.
V parlamentních volbách v roce 2011 se ucházela za labouristy o křeslo ve volebním obvodu Auckland Central, ale ani tam neuspěla. Do parlamentu se však vrátila prostřednictvím stranické kandidátní listiny, kde se umístila na 13. místě.
Poté, co Goff po porážce ve volbách v roce 2011 odstoupil z čela strany, Ardernová podpořila Davida Shearera, dostala se na čtvrtou pozici v jeho stínovém kabinetu a stala se mluvčí pro sociální rozvoj.
V parlamentních volbách roku 2014 kandidovala znovu v Auckland Central a opět skončila na druhém místě. Umístila se nicméně na 5. místě labouristické kandidátní listiny a vrátila se do parlamentu, kde se pod vedením nového lídra Andrewa Littlea stala stínovou mluvčí pro spravedlnost, děti, malé podniky a umění a kulturu.

#### Doplňovací volby v Mount Albert
Po odstoupení Davida Shearera v prosinci 2016 byly vyhlášeny doplňovací volby do obvodu Mount Albert na únor 2017. Ardernová byla jedinou kandidátkou nominovanou za Labouristickou stranu. Ve volbách drtivě zvítězila, když podle předběžných výsledků získala 77 % odevzdaných hlasů.

### Místopředsedkyně Labouristické strany

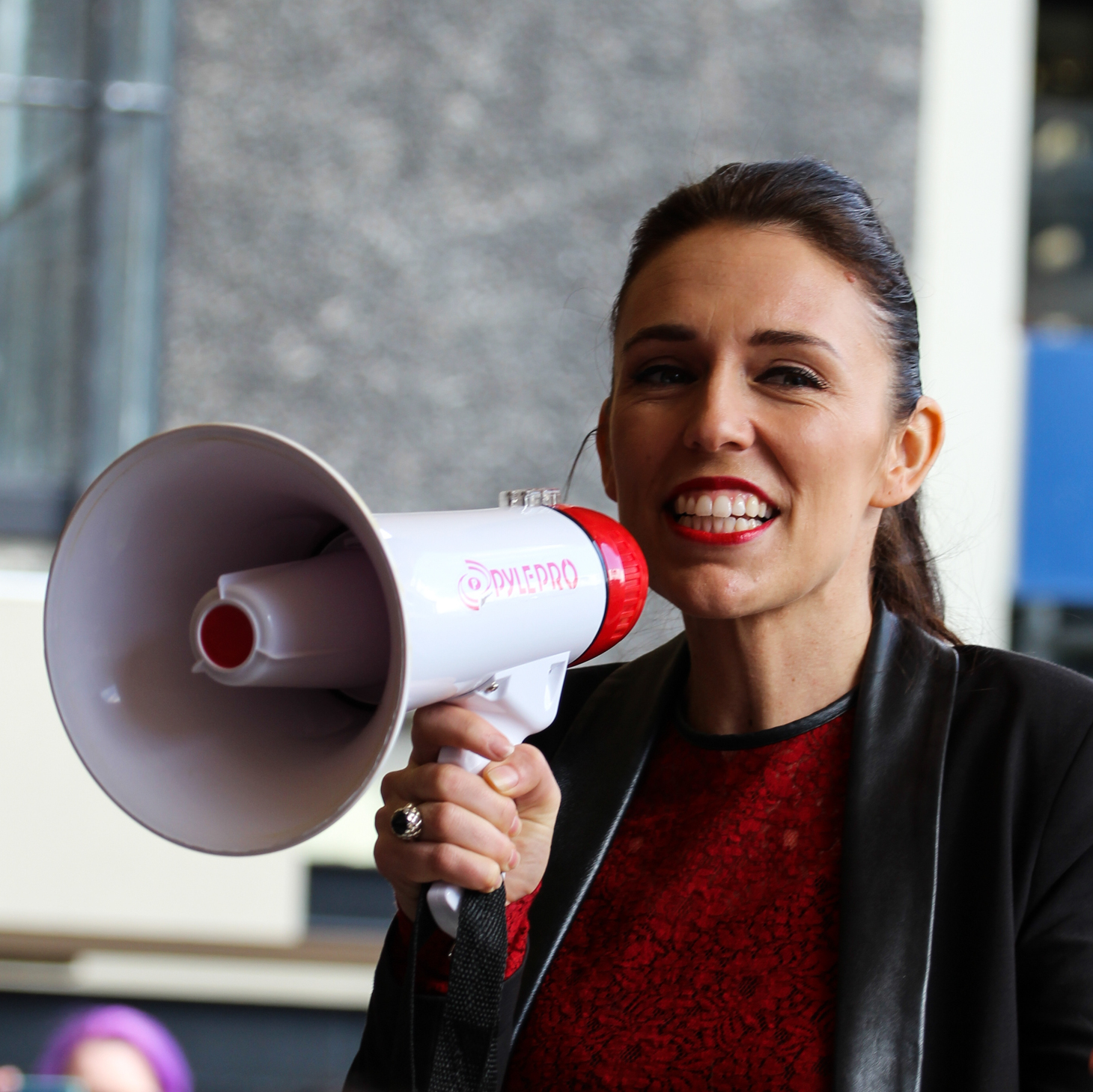
Ardernová na universitě v Aucklandu v roce 2017

Po svém vítězství v doplňovacích volbách byla Ardernová 7. března 2017 jednomyslně zvolena místopředsedkyní Labouristické strany po rezignaci Annette Kingové, která hodlala odejít do důchodu.

## Vůdce opozice
1. srpna 2017, pouhých sedm týdnů před parlamentními volbami, se Ardernová po odstoupení Andrewa Littlea ujala funkce předsedkyně Labouristické strany a následně se stala předsedkyní opozice. Ve 37 letech se stala historicky nejmladší lídryní Labouristické strany a po Helen Clarkové druhou ženou v čele strany.

### Parlamentní volby 2017
V parlamentních volbách 23. září 2017 dovedla Ardernová stranu k zisku 14 křesel, čímž získala 46 mandátů oproti 56 mandátům Národní strany a labouristé skončili na druhém místě. Soupeřící labouristé a Národní strana neměli dostatek křesel, aby mohli vládnout samostatně, a proto vedli rozhovory o vytvoření koalice se stranou New Zealand First a Stranou zelených. Dne 19. října 2017 se lídr strany New Zealand First Winston Peters dohodl s labouristy na vytvoření menšinové koalice, která díky podpoře Zelených získala důvěru parlamentu.

## Předsedkyně vlády (2017–2023)

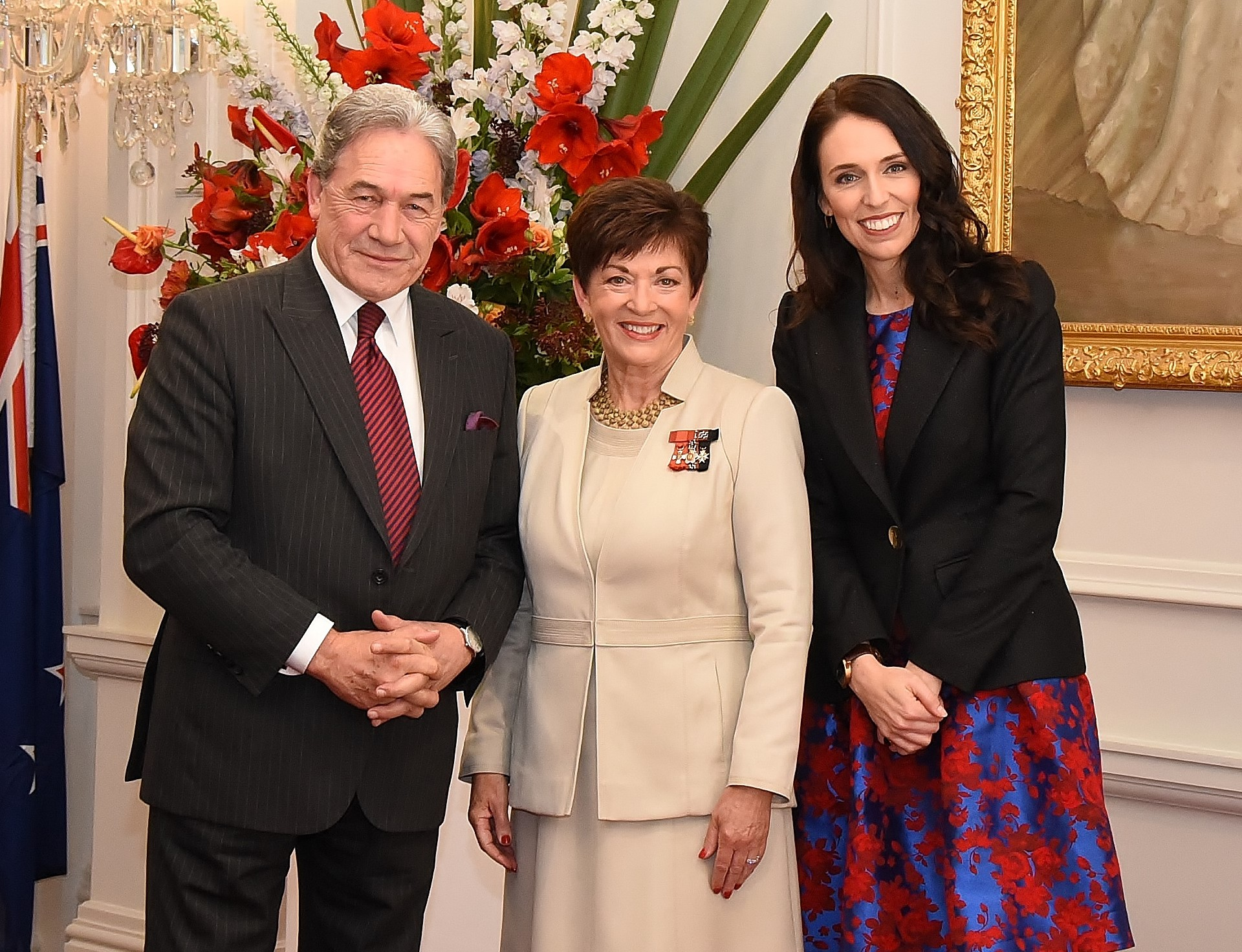
Ardernová s tehdejším místopředsedou vlády Winstonem Petersem a generální guvernérkou Dame Patsy Reddyovou při jmenování vlády 26. října 2017.

### První volební období (2017–2020)
Ardernová se stala premiérkou a jmenovala Peterse vicepremiérem a ministrem zahraničních věcí a jeho straně nabídla pět postů ve vládě. Při nástupu do funkce prohlásila, že její vláda bude „soustředěná, empatická a silná“.
Ardernová je třetí novozélandskou premiérkou po Jenny Shipleyové (1997–1999) a Helen Clarkové (1999–2008). Do úřadu nastoupila ve věku 37 let a je také nejmladší političkou v čele novozélandské vlády od doby Edwarda Stafforda, který se stal premiérem v roce 1856 rovněž ve věku 37 let. Dne 19. ledna 2018 Ardernová oznámila, že je těhotná a že Winston Peters převezme po porodu na šest týdnů roli zastupujícího premiéra, po narození dcery čerpala od 21. června do 2. srpna 2018 mateřskou dovolenou.

#### Vnitrostátní záležitosti
Ardernová je zastánkyní omezení imigrace a zvýšení sociálních výdajů. Podporuje také sňatky párů stejného pohlaví a liberalizaci zákona o interrupcích. Slíbila, že do deseti let sníží dětskou chudobu na Novém Zélandu na polovinu. V červenci 2018 oznámila zahájení realizace stěžejního vládního balíčku pro rodiny, který mimo jiné postupně prodloužil placenou rodičovskou dovolenou na 26 týdnů a zavedl univerzální platbu ve výši 60 dolarů týdně pro rodiny s malými dětmi s nízkými a středními příjmy. Vláda také výrazně zvýšila daňové úlevy pro rodiny, sirotčí důchod, příplatek na bydlení a příspěvek na pěstounskou péči. V roce 2019 vláda zahájila pilotní program školních obědů, který měl pomoci snížit počet dětí žijících v chudobě, program se následně rozšířil na podporu 200 000 dětí (asi 25 % školáků). Mezi další snahy o snížení chudoby patřilo zvýšení hlavních sociálních dávek, rozšíření bezplatných návštěv u lékaře, poskytování bezplatných menstruačních hygienických potřeb ve školách a doplnění státního bytového fondu.
V ekonomické oblasti vláda Ardernové zavedla pravidelné navyšování minimální mzdy a založila Provinční růstový fond, který investuje do projektů venkovské infrastruktury. Zrušila snížení daní plánované Národní stranou s tím, že místo toho upřednostní výdaje na zdravotnictví a vzdělávání. První ročník pomaturitního studia se stal od 1. ledna 2018 bezplatný a po protestních akcích vláda souhlasila se zvýšením platů učitelů základních škol do roku 2021 o 12,8 % a 18,5 % pro začínající a zkušenější učitele.
Přestože Labouristická strana v posledních třech volbách vedla kampaň o dani z kapitálových výnosů, Ardernová v dubnu 2019 slíbila, že vláda pod jejím vedením daň z kapitálových výnosů nezavede. Nicméně od té doby se interval od nákupu nemovitosti, kdy kapitálový zisk při prodeji druhé a další nemovitosti podléhá dani, prodloužil z pěti na deset let.
Ardernová je proti kriminalizaci lidí, kteří na Novém Zélandu užívají konopí, a zavázala se uspořádat o této otázce referendum. Nezávazné referendum o legalizaci konopí se konalo souběžně s parlamentními volbami 17. října 2020. Sama Ardernová se k užívání konopí v minulosti přiznala během televizní debaty před volbami. Navrhovaný zákon o legalizaci a kontrole konopí v referendu odmítlo 51,17 % voličů.
V září 2020 Ardernová oznámila, že vláda upustila od plánů na zavedení bezplatného vysokoškolského vzdělání.

#### Zahraniční politika
První oficiální zahraniční cestu podnikla Ardernová 5. listopadu 2017 do Austrálie, kde se poprvé setkala s australským premiérem Malcolmem Turnbullem. Vztahy mezi oběma zeměmi byly v předchozích měsících napjaté kvůli přístupu Austrálie k Novozélanďanům žijícími v zemi. Krátce před nástupem do funkce Ardernová hovořila o potřebě tuto situaci napravit a navázat lepší pracovní vztahy s australskou vládou.
V roce 2017 se zúčastnila summitu APEC ve Vietnamu, roku 2018 setkání šéfů vlád zemí Commonwealthu v Londýně, kde se zúčastnila soukromé audience u královny Alžběty II., a summitu OSN v New Yorku. V roce 2018 upozornila na problematiku internačních táborů v Sin-ťiangu a porušování lidských práv ujgurské muslimské menšiny v Číně a vyjádřila znepokojení nad pronásledováním muslimských Rohingů v Myanmaru.
Na zasedání Valného shromáždění OSN v roce 2018 se Ardernová stala první ženou v čele vlády, která se shromáždění účastnila spolu se svým nemluvnětem. Ve svém projevu na Valném shromáždění ocenila OSN za multilateralismus, vyjádřila podporu světové mládeži, vyzvala k okamžitému zaměření pozornosti na problematiku změny klimatu a rovnosti žen a ke vstřícnosti jako základu pro jednání.

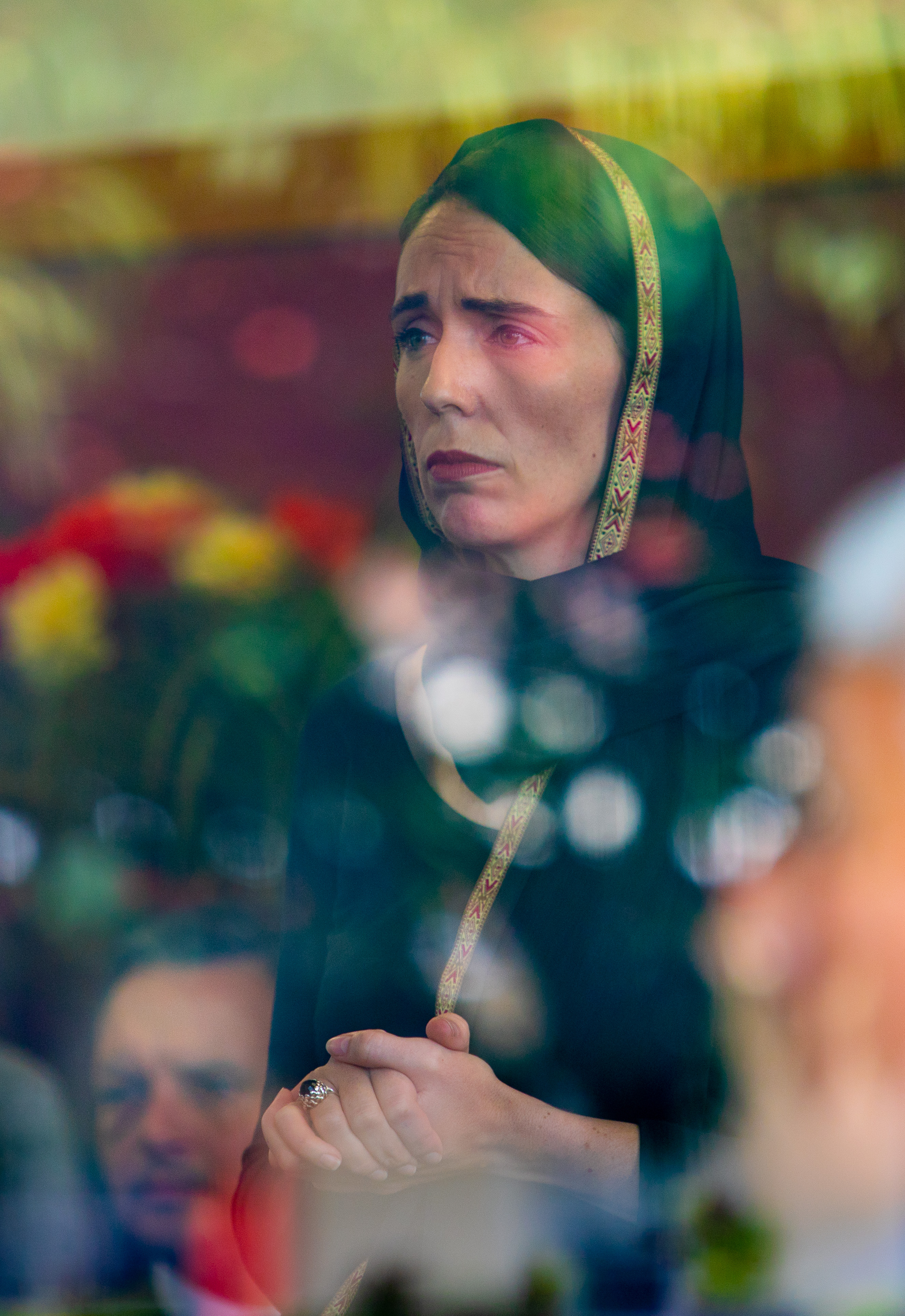
Ardernová navštívila 16. března 2019 muslimskou komunitu ve Phillipstown. Fotografie zachycená přes skleněné okno byla tehdy široce sdílena a deník Guardian ji popsal jako „obraz naděje“.

#### Střelba v mešitě ve městě Christchurch
15. března 2019 bylo ve dvou mešitách v Christchurchi zastřeleno 51 lidí a 49 jich bylo zraněno. Ardernová vyjádřila v televizním prohlášení soustrast a uvedla, že střelbu provedli podezřelí s extremistickými názory, které nemají na Novém Zélandu ani nikde jinde na světě místo a označila ji za předem naplánovaný teroristický útok.
Vyhlásila období národního smutku a jako první se podepsala do národní kondolenční knihy, kterou otevřela v hlavním městě Wellingtonu. Odcestovala také do Christchurch, aby se setkala se záchranáři a rodinami obětí. Za svou reakci na střelbu se dočkala mezinárodní podpory a uznání a fotografie, na níž objímá členku muslimské komunity v Christchurchi a na níž je v angličtině a arabštině slovo „mír“, byla promítnuta na nejvyšší budovu světa Burdž Chalífa. Nástěnná malba této fotografie vysoká 25 m byla odhalena v květnu 2019 nad silem na předměstí Brunswick na severním okraji Melbourne.
V reakci na střelbu Ardernová oznámila, že vláda hodlá zavést přísnější předpisy o střelných zbraních. Uvedla, že útok odhalil řadu nedostatků v novozélandském zákoně o zbraních. Necelý měsíc po útoku novozélandský parlament schválil zákon, který zakazuje většinu poloautomatických zbraní a útočných pušek, zásobníků s vyšší kapacitou a součástek, které mohou sloužit k úpravě zbraní na poloautomatické. Ardernová a francouzský prezident Emmanuel Macron spolupředsedali summitu Christchurch Call 2019, jehož cílem bylo „spojit země a technologické společnosti ve snaze ukončit možnost využívat sociální média k organizování a propagaci terorismu a násilného extremismu“.

#### Pandemie covidu-19
V reakci na pandemii covidu-19 na Novém Zélandu Ardernová nejprve 14. března 2020 oznámila, že vláda bude od půlnoci 15. března vyžadovat, aby se každý, kdo vstoupí do země, na 14 dní izoloval. Uvedla, že nová pravidla budou znamenat, že Nový Zéland bude mít nejrozsáhlejší a nejpřísnější hraniční omezení ze všech zemí na světě. Poté 19. března prohlásila, že hranice Nového Zélandu budou od půlnoci 20. března uzavřeny pro všechny cizince a osoby bez trvalého pobytu. Dne 25. března ve 23:59 oznámila, že Nový Zéland přejde na 4. stupeň pohotovosti, včetně celostátní uzávěry.
Národní i mezinárodní média informovala o reakci vlády vedené Ardernovou a chválila její vůdčí schopnosti a rychlou reakci na epidemii na Novém Zélandu. Deníku Washington Post označil její pravidelné využívání rozhovorů, tiskových konferencí a sociálních médií za „mistrovskou třídu v krizové komunikaci“. Alastair Campbell, novinář a poradce britské vlády Tonyho Blaira, ji ocenil za řešení lidských i ekonomických důsledků pandemie koronaviru.
Dne 5. května 2020 se Ardernová, její australský protějšek Scott Morrison a několik vedoucích představitelů australských států a teritorií v rámci úsilí o zmírnění koronavirových omezení dohodli, že budou spolupracovat na vytvoření transtasmánské bezpečné covidové cestovní zóny, která by obyvatelům obou zemí umožnila cestovat volně bez omezení.
Průzkumy veřejného mínění po skončení epidemie ukázaly, že Labouristická strana má téměř 60% podporu. V květnu 2020 získala Ardernová v průzkumu oblíbenosti agentury Newshub-Reid Research 59,5 %, což bylo nejvyšší skóre pro lídra v historii průzkumu agentury. Počet životů zachráněných díky reakci její vlády se odhaduje na 80 000.

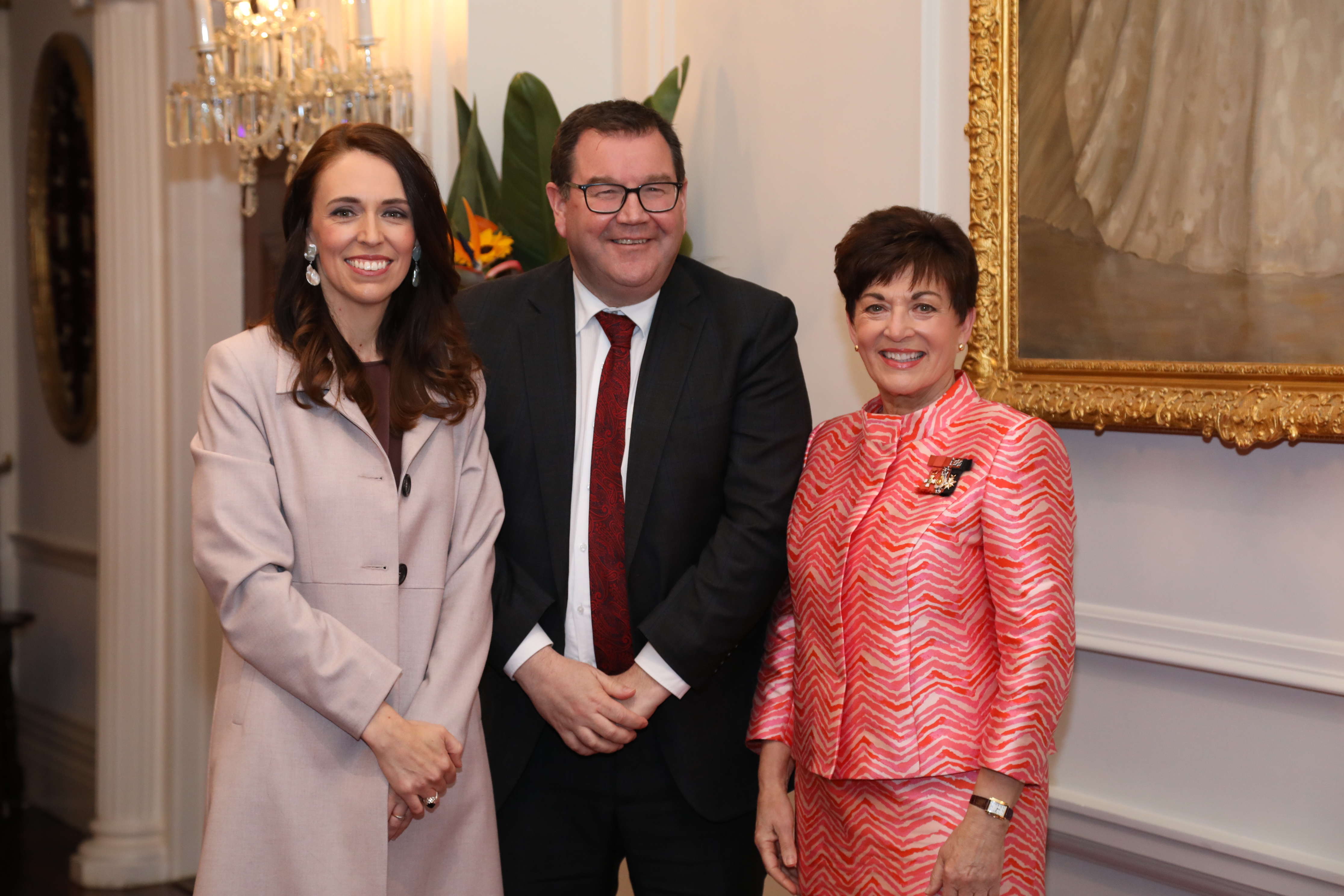
Ardernová s místopředsedou vlády Grantem Robertsonem a generální guvernérkou Dame Patsy Reddyovou při jmenování vlády 6. listopadu 2020.

### Druhé funkční období (2020–2023)
V parlamentních volbách v roce 2020 dovedla Ardernová svou stranu k drtivému vítězství, získala celkovou většinu 65 křesel ve 120členné Sněmovně reprezentantů a 50 % celostátních stranických hlasů. Labouristé navíc zvítězili ve volbách v 71 ze 72 volebních obvodů. Ardernová vítězství připsala reakci své vlády na pandemii covidu-19 a její ekonomické dopady.

#### Vnitrostátní záležitosti
Dne 2. prosince 2020 Ardernová vyhlásila na Novém Zélandu v souvislosti se změnou klimatu stav nouze a v parlamentním návrhu se zavázala, že vláda bude do roku 2025 uhlíkově neutrální. V rámci tohoto závazku bude veřejný sektor povinen nakupovat pouze elektrická nebo hybridní vozidla, vozový park bude časem zredukován o 20 % a postupně bude vyřazeno všech 200 kotlů na uhlí v budovách veřejných služeb. Návrh podpořili labouristé, zelení a maorské strany, ale proti se postavily opoziční Národní strana a ACT.
V září 2022 Ardernová vedla národní tryznu za nejdéle vládnoucí novozélandskou panovnici, královnu Alžbětu II. Popsala ji jako „neuvěřitelnou ženu“ a „stálici v našich životech“ a označila ji za „velmi obdivovanou a respektovanou“ panovnici. A zároveň uvedla, že republikánství v současné době není na pořadu dne, ale věří, že se země v budoucnu tímto směrem vydá.

#### Covid-19 a očkovací program
V červnu 2020 přislíbila premiérka po rozhovoru s manžely Gatesovými podporu kolektivního přístupu k vakcíně proti nemoci covid-19. O měsíc dříve vláda přislíbila 37 milionů dolarů na pomoc při vývoji očkování proti této nemoci. Z toho 15 milionů dolarů dostala organizace CEPI (Coalition for Epidemic Preparedness Innovations, Koalice pro inovace v protiepidemické ochraně), kterou založily Nadace Billa a Melindy Gatesových a Světové ekonomické fórum, a 7 milionů dolarů dostala organizace GAVI (Global Alliance for Vaccines and Immunisation,Globální aliance pro očkování a imunizaci), rovněž založené Nadací Billa a Melindy Gatesových.
Dne 26. ledna 2021 Ardernová oznámila, že hranice Nového Zélandu zůstanou pro většinu cizinců uzavřeny, dokud nebudou novozélandští občané očkováni a chráněni. Očkovací program proti covidu byl zahájen v únoru 2021. Po vypuknutí epidemie varianty Delta v srpnu 2021 přistoupila vláda k opětovnému zavedení celostátní uzávěry. Do září začal počet nových komunitních infekcí klesat na rozdíl od sousední Austrálie, která ve stejné době nebyla schopna epidemii způsobenou variantou Delta zvládnout.

#### Zahraniční politika
Ardernová podpořila v prosinci 2020 Austrálii ve sporu mezi Canberrou a Pekingem kvůli příspěvku úředníka čínského ministerstva zahraničí Čao Li-ťiena na Twitteru, v němž tvrdil, že se Austrálie dopustila válečných zločinů na Afgháncích. Tento výrok označila za nepodložený fakty a nesprávný a dodala, že novozélandská vláda vznese své obavy vůči čínské vládě.
V reakci na izraelsko-palestinskou krizi z roku 2021 premiérka 17. května prohlásila, že Nový Zéland „odsuzuje jak nevybíravou raketovou palbu, které jsme byli svědky ze strany Hamásu, tak i reakci, která zřejmě překročila rámec sebeobrany na obou stranách“. Rovněž uvedla, že Izrael má právo na existenci, ale Palestinci mají také právo na klidný a bezpečný domov.
Koncem května 2021 Ardernová pozvala na státní návštěvu australského premiéra Scotta Morrisona. Oba premiéři vydali společné prohlášení, v němž potvrdili vzájemnou spolupráci v problematice nemoci covid-19, spolupráci v bilaterálních vztazích a při bezpečnostních záležitostech v Indopacifiku. Oba premiéři rovněž vyjádřili obavy ohledně lidských práv v Hongkongu a Sin-ťiangu a situace v Jihočínském moři. V reakci na společné prohlášení mluvčí čínského ministerstva zahraničí Wang Wenbin kritizoval australskou a novozélandskou vládu za vměšování do čínských vnitřních záležitostí.

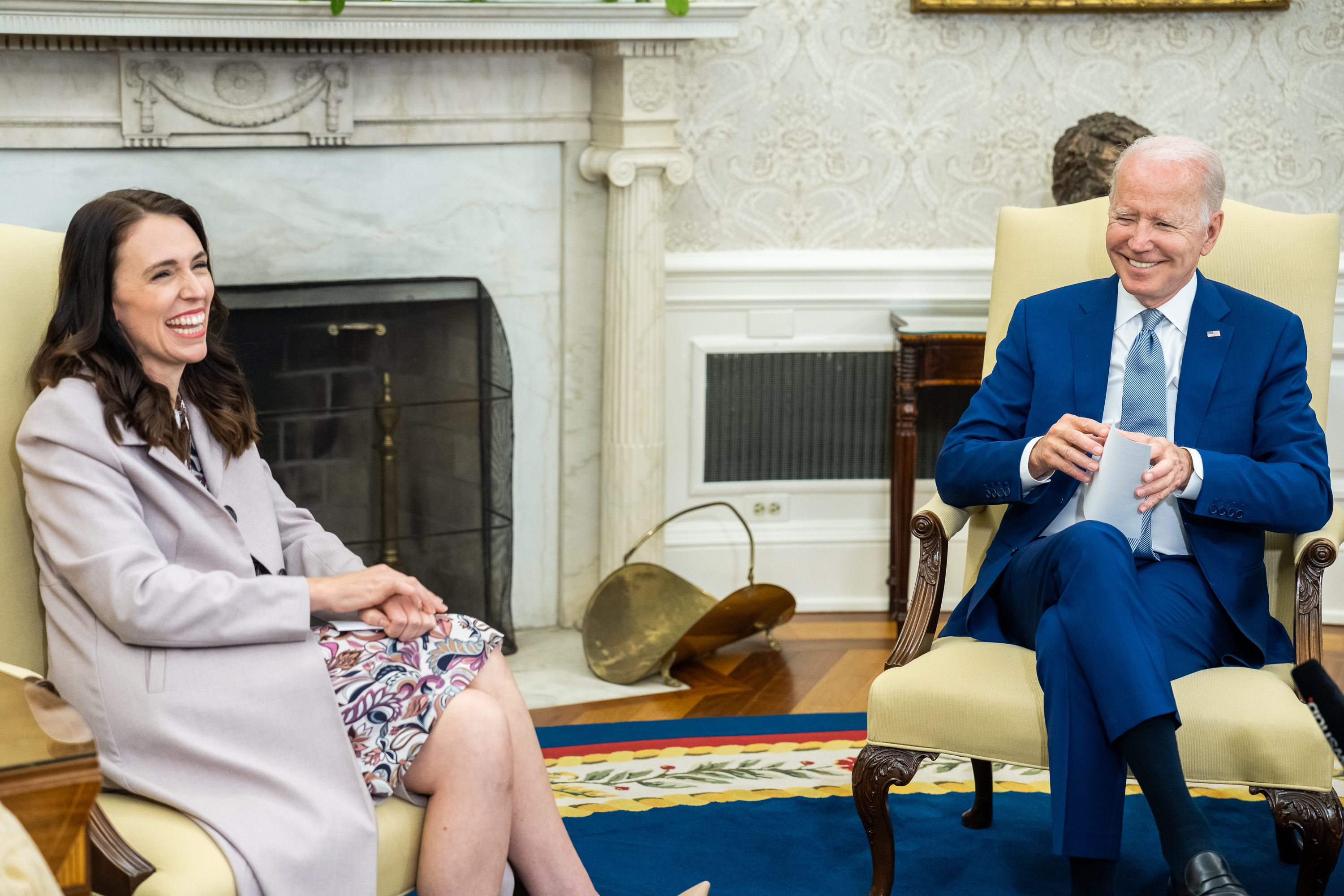
Setkání Ardernové s americkým prezidentem Joem Bidenem v roce 2022.

V dubnu 2022 byl Ardernové spolu s dalšími 129 poslanci a vysokými vládními úředníky zakázán vstup do Ruska poté, co novozélandský parlament jednomyslně uvalil sankce na Rusko v reakci na jeho invazi na Ukrajinu.
Dne 1. června 2022 se Ardernová setkala s americkým prezidentem Joem Bidenem a viceprezidentkou Kamalou Harrisovou, aby podpořila bilaterální vztahy mezi oběma zeměmi. Oba vedoucí představitelé rovněž vydali společné prohlášení, v němž potvrdili vzájemnou spolupráci v různých oblastech, včetně sporu o Jihočínské moře, podpory Ukrajiny v reakci na ruskou invazi, napětí mezi Čínou a Tchaj-wanem a údajného porušování lidských práv v Sin-ťiangu a Hongkongu. V reakci na to úředník čínského ministerstva zahraničí Čao Li-ťien obvinil Nový Zéland a Spojené státy, že se snaží šířit dezinformace o čínské angažovanosti v zemích Tichomoří, vměšují se do čínských vnitřních záležitostí a vyzval Nový Zéland, aby se držel své deklarované nezávislé zahraniční politiky.
Koncem června 2022 se Ardernová zúčastnila summitu lídrů NATO, což bylo poprvé, kdy Nový Zéland oficiálně vystoupil na akci NATO. Během svého projevu zdůraznila závazek Nového Zélandu k míru a lidským právům. Ardernová rovněž kritizovala Čínu za zpochybňování mezinárodních norem a pravidel v jižním Tichomoří. Tvrdila také, že Rusko vede dezinformační kampaň zaměřenou na Nový Zéland kvůli jeho podpoře Ukrajiny. Čínské velvyslanectví v reakci na to obhajovalo angažovanost Číny v oblasti jižního Pacifiku a tvrdilo, že Čína má zájem pouze na podpoře regionálního rozvoje a nesnaží se region militarizovat.
Dne 30. listopadu 2022 Ardernová hostila finskou premiérku Sannu Marinovou, byla to první návštěva finské předsedkyně vlády na Novém Zélandu. Během návštěvy obě političky jednaly o bilaterálních obchodních vztazích, globální ekonomické situaci, ruské invazi na Ukrajinu a lidských právech v Íránu.

## Rezignace
19. ledna 2023 na letním výjezdním zasedání labouristů Ardernová oznámila, že do 7. února odstoupí z funkce předsedkyně labouristů a premiérky a do parlamentních voleb v roce 2023 opustí parlament. Jako důvod uvedla přání trávit více času se svým partnerem a dcerou a skutečnost, že se nemůže zavázat k dalším čtyřem letům ve funkci premiérky.
Poslední akcí Ardernové ve funkci premiérky byla oslava narozenin maorského proroka Tahupōtiki Wiremu Rātana. Při té příležitosti Ardernová označila svou práci ve funkci premiérky za „největší privilegium“ a prohlásila, že miluje svou zemi a její lid. Dne 25. ledna ji ve funkci premiérky a předsedkyně Novozélandské labouristické strany vystřídal Chris Hipkins, který byl zvolen do vedení Labouristické strany.

## Po odchodu z premiérské funkce
V dubnu 2023 se Ardernová stala členkou správní rady ceny Earthshot. Do této funkce ji vybral princ William, který uvedl, že Ardernová se celoživotně zasazuje o podporu udržitelných a environmentálních řešení.
Téhož měsíce premiér Hipkins jmenoval Ardernovou zvláštní vyslankyní pro výzvu Christchurch Call, kterou založila po střelbě v mešitě v Christchurchi za účelem boje proti extremistickému obsahu na internetu. Během svého projevu Ardernová vyzvala politické představitele a strany na Novém Zélandu, aby v oblasti změny klimatu nechali stranou politiku. Zároveň vyzdvihla svou roli při hledání podpory napříč politickými stranami pro přijetí novely zákona o reakci na změnu klimatu (nulové emise uhlíku).

## Ocenění
Ardernová byla jednou z patnácti žen, které hostující editorka Meghan, vévodkyně ze Sussexu, vybrala na obálku zářijového vydání britského Vogue v roce 2019, časopis Forbes ji trvale řadí mezi 100 nejvlivnějších žen světa, v roce 2021 se umístila na 34. místě, v roce 2019 byla zařazena na seznam Time 100 a dostala se do užšího výběru na Osobnost roku 2019 časopisu Time. Časopis Prospect ji roku 2020 zařadil na druhé místo žebříčku největších osobností světa v éře covidu-19. Dne 19. listopadu 2020 obdržela Gleitsmanovu mezinárodní cenu Harvardovy univerzity za rok 2020, finanční odměnu ve výši 150 000 USD (216 000 novozélandských dolarů) věnovala novozélandským studentům studujícím na této univerzitě.
V polovině května 2021 časopis Fortune zařadil Ardernovou na první místo seznamu 50 největších světových vůdců, přičemž vyzdvihl její roli během pandemie covidu-19 a také její postup při střelbě v mešitě v Christchurchi a při erupci Whakaari/White Island v roce 2019.
Dne 26. května 2022 Ardernová obdržela čestný titul doktora práv Harvardovy univerzity za přínos pro „formování světa“.

## Osobní život

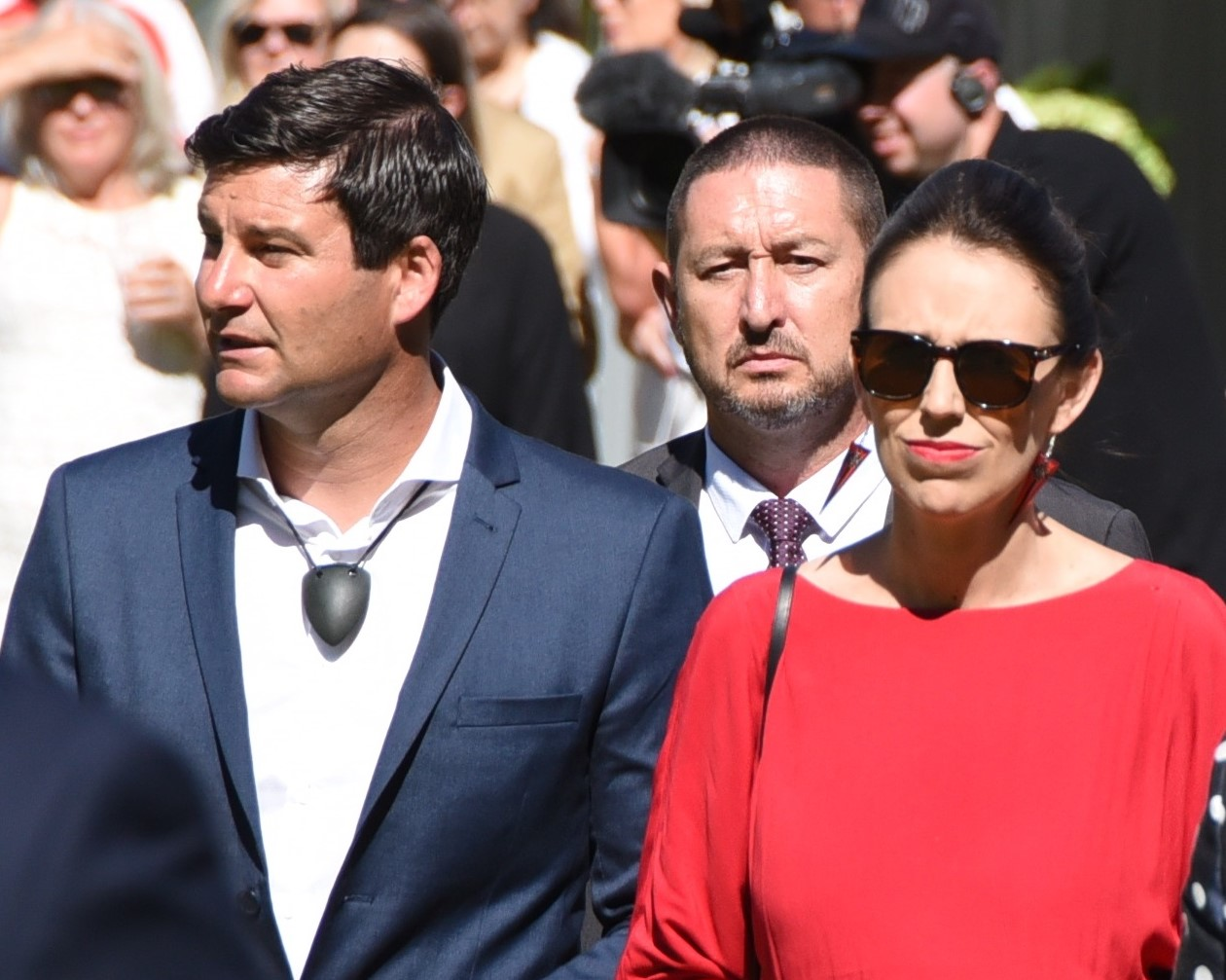
Jacinda Ardernová s partnerem Clarkem Gayfordem v roce 2018

Partnerem Ardernové je televizní moderátor Clarke Gayford. Pár se poprvé setkal v roce 2012, kdy je seznámil společný přítel Colin Mathura-Jeffree, novozélandský televizní moderátor a model, ale více se sblížili až když Gayford kontaktoval Ardernovou kvůli kontroverznímu návrhu zákona o vládním úřadu pro bezpečnost komunikace. Dne 3. května 2019 bylo oznámeno, že Ardernová se s Gayfordem zasnoubila. Svatba byla naplánována na leden 2022, ale byla odložena kvůli vypuknutí epidemie SARS-CoV-2 varianty Omicron.
Dne 19. ledna 2018 Ardernová oznámila, že čeká dítě a 21. června 2018 se jí narodila holčička. Dcera se jmenuje Neve Te Aroha. Neve je poangličtěná podoba irského jména Niamh, což znamená „jasná“, Aroha je maorský výraz pro „lásku“ a Te Aroha je venkovské město západně od pohoří Kaimai Range, poblíž bývalého rodného města Ardernové Morrinsville.